# Braadzak

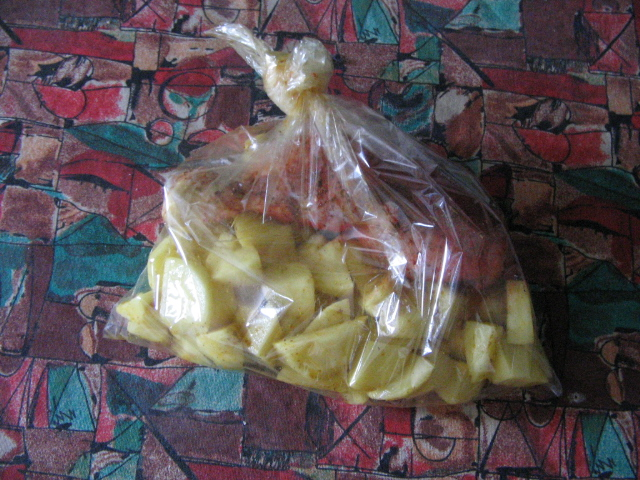
Braadzak

De braadzak wordt gebruikt als hulpmiddel bij het braden in de oven of magnetron. De zak is gemaakt van een doorschijnende kunststof, zoals Nylon, en is bestand tegen een oventemperatuur van 220 °C. In de braadzak kunnen vlees, gevogelte en wild worden gebraden, maar ook andere etenswaren.

## Gebruik
In de braadzak kan men vlees, vis, kip, kalkoen, harde groenten of aardappelen garen zonder gebruik van vet of olie. Tevens zijn braadzakken geschikt voor het afbakken van brood.
Het principe van de braadzak is dat het product in zijn eigen vocht wordt gegaard; zonder braadzak verdwijnt het vocht en de geur via de ventilator van de oven. Tijdens het garen (stoombraden) van vlees, vis, kip en kalkoen kan men het product met kruiden extra smaak meegeven.
Het vlees wordt in de braadzak gedaan en goed afgesloten met de bijgeleverde strips. Boter hoeft niet te worden toegevoegd, andere ingrediënten zoals uienringen, kruiden en knoflook zijn optioneel. In de bovenkant van de zak worden gaatjes geprikt. De braadzak wordt dan op een schaal in de oven of magnetron geplaatst. De bereidingstijd is afhankelijk van de soort en de grootte van het vlees. Het vlees moet na het braden ongeveer 10 minuten rusten, voordat de zak kan worden opengeknipt. Het braadvocht uit de zak kan eventueel worden gebruikt als jus of saus.